# دافری
دافری (انگلیسی: Dufry) شرکت توریستی سوئیسی است، که در سال ۱۸۶۵ تأسیس شد.